# Upeneus
Upeneus – rodzaj ryb z rodziny barwenowatych.

## Klasyfikacja
Gatunki zaliczane do tego rodzaju:
| - Upeneus asymmetricus - barwena złotopasa - Upeneus australiae - Upeneus caudofasciatus - Upeneus davidaromi - Upeneus doriae - Upeneus filifer - Upeneus francisi - Upeneus gubal - Upeneus guttatus - Upeneus heterospinus - Upeneus indicus - Upeneus itoui - Upeneus japonicus - Upeneus luzonius - Upeneus margarethae - Upeneus mascareinsis - Upeneus moluccensis – barwena molukańska - Upeneus mouthami | - Upeneus oligospilus - Upeneus parvus - Upeneus pori - Upeneus quadrilineatus - Upeneus randalli - Upeneus saiab - Upeneus seychellensis - Upeneus stenopsis - Upeneus suahelicus - Upeneus subvittatus - Upeneus sulphureus – barwena żółta - Upeneus sundaicus - Upeneus supravittatus - Upeneus taeniopterus - Upeneus tragula – barwena tragula - Upeneus vittatus – barwena złotosmuga - Upeneus xanthogrammus |

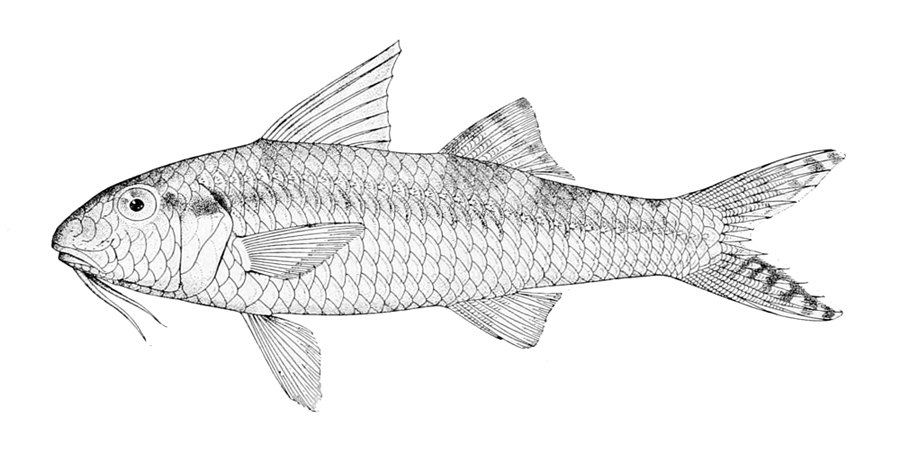
Upeneus luzonius
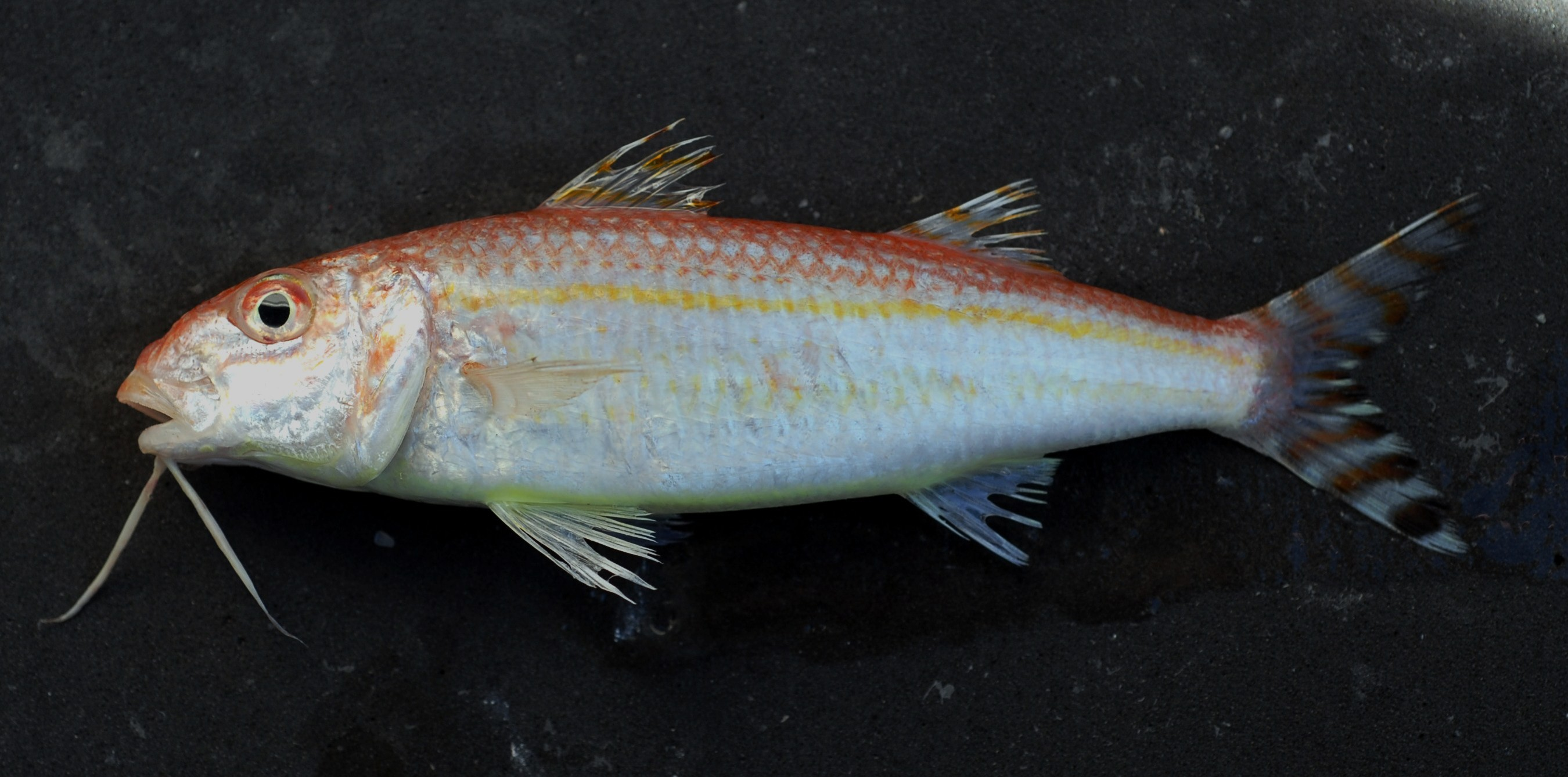
Upeneus parvus
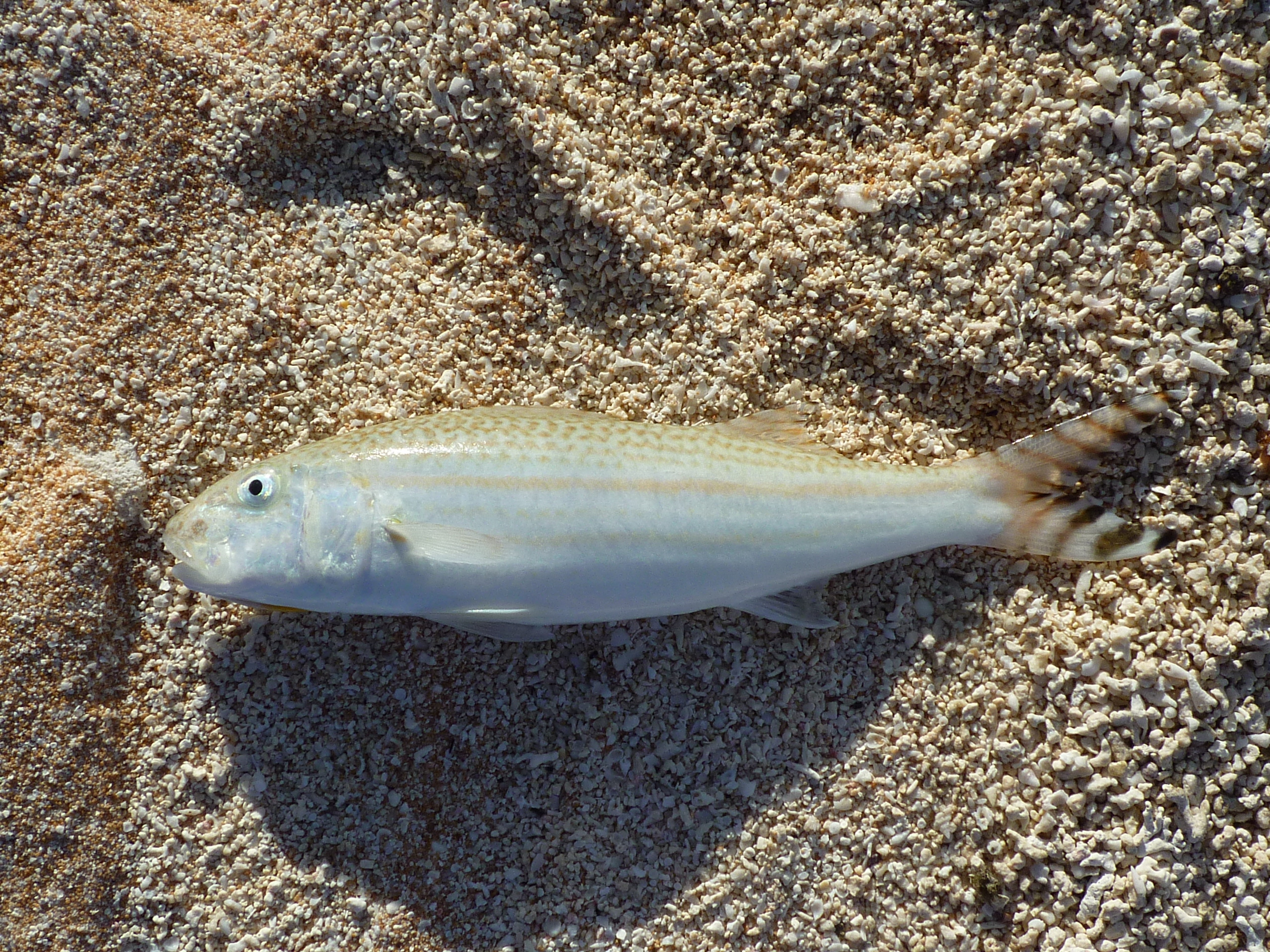
Upeneus taeniopterus
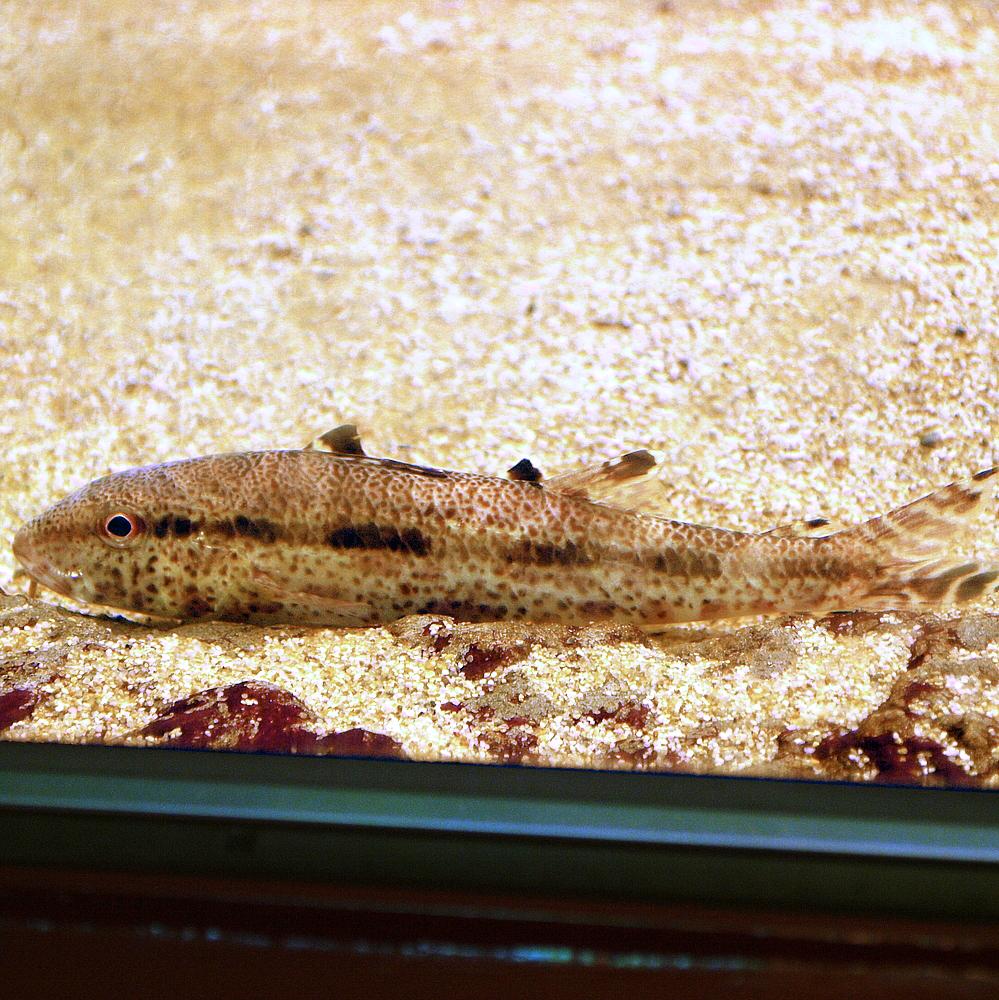
Upeneus tragula
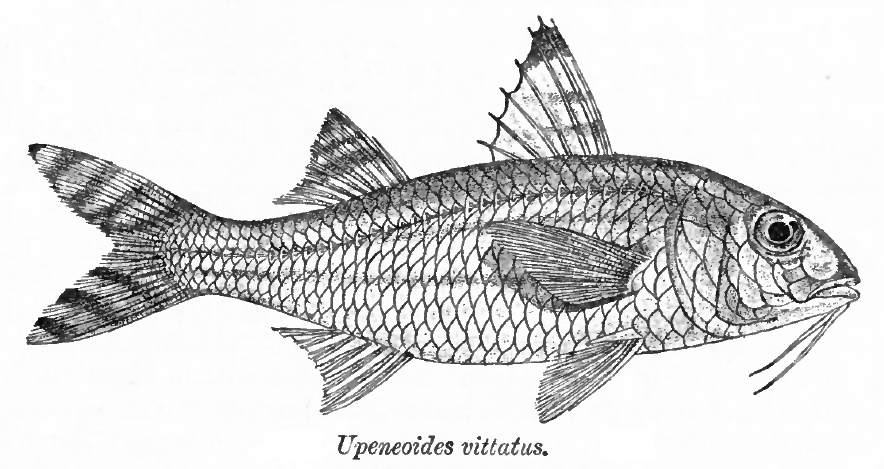
Upeneus vittatus